# Aleiodes wadai
Aleiodes wadai är en stekelart som först beskrevs av Watanabe 1937.  Aleiodes wadai ingår i släktet Aleiodes och familjen bracksteklar. Inga underarter finns listade i Catalogue of Life.